# Eduard Resnik
Eduard Wadymowytsch Resnik (ukrainisch Едуард Вадимович Резнік, * 14. Juni 1989 in Odessa, Ukrainische SSR), in international genutzter englischer Transkription Eduard Vadymovych Reznik, ist ein ukrainischer Beachvolleyballspieler.

## Karriere
Resnik spielte von 2013 bis 2018 mit verschiedenen Partnern auf nationalen und europäischen Beachvolleyball-Turnieren. Seit November 2021 ist Serhij Popow Resniks Partner. Auf der World Beach Pro Tour hatten die beiden Ukrainer zahlreiche Top-Ten-Platzierungen, darunter ein zweiter Platz beim ersten Challenge-Turnier im Oktober 2022 in Dubai. Auch auf der German Beach Tour 2022 waren sie aktiv und gewannen dabei das Turnier in München. Bei der Europameisterschaft 2023 in Wien gewannen Popow/Resnik das Spiel um Platz drei gegen die Italiener Paolo Nicolai und Samuele Cottafava.